# Леоновський (Кугарчинський район)
Лео́новський (рос. Леоновский, башк. Леоновский) — присілок у складі Кугарчинського району Башкортостану, Росія. Входить до складу Заріченської сільської ради.
Населення — 61 особа (2010; 65 в 2002).
Національний склад:
- росіяни — 81%